# حزب کمونیست تاجیکستان
حزب کمونیست تاجیکستان (تاجیکی: Ҳизби Кумунистии Тоҷикистон, Hizbi Komunistii Tojikiston; روسی: Коммунистическая партия Таджикистана) یک حزب کمونیست در تاجیکستان است که پس از آخرین انتخابات پارلمانی در سال ۲۰۱۵ میلادی، ۲ کرسی از ۶۳ کرسی مجلس عالی تاجیکستان را در دست دارد.
در انتخابات پارلمانی سال ۲۰۰۵ میلادی، این حزب مجموعاً ۱۳٫۹۷٪ از کل آرا و ۴ کرسی از ۶۳ کرسی را از آنِ خود کرده‌ بود.

## نتایج انتخابات
| انتخابات | آراد    | ٪    | کرسی‌ها   | +/– | رتبه | دولت  |
| -------- | ------- | ---- | -------- | --- | ---- | ----- |
| ۱۹۹۵     |         |      | ۶۰ / ۱۸۱ |     | یکم  |       |
| ۲۰۰۰     |         |      | ۱۳ / ۶۳  | ۴۷  | دوم  | مخالف |
| ۲۰۰۵     | ۵۳۳٬۰۶۶ | ۲۰٫۶ | ۴ / ۶۳   | ۹   | دوم  | مخالف |
| ۲۰۱۰     | ۲۲۹٬۰۸۰ | ۷٫۰  | ۲ / ۶۳   | ۲   | سوم  | مخالف |
| ۲۰۱۵     | ۲۱۰ ۳۲۸ | ۲٫۲  | ۲ / ۶۳   |     | پنجم | مخالف |